# Дюсков, Вилли
Вилли Дюсков (нем. Willy Düskow; 25 сентября 1879, Берлин — 14 сентября 1962) — немецкий гребец, бронзовый призёр летних Олимпийских игр 1908.

## Биография
На Играх 1908 в Лондоне Дюсков вместе с Мартином Штанке соревновался среди двоек рапашных без рулевого. Они не финишировали в полуфинале, но всё равно заняли третье место и получили бронзовые медали.